# Princesa Asuka
Princesa Asuka (明日香皇女 Asuka no himemiko?) (? - 700) fue una princesa japonesa durante el Período Asuka. Fue hija del Emperador Tenji y de Lady Tachibana.
Son muy pocos los episodios registrados sobre su vida, y particularmente no fueron cosas sobresalientes las realizadas en su período, sólo se sabe que, cuando ella enfermó, la Emperatriz Jitō la visitó, y que Kakinomoto no Hitomaro, un famoso poeta de este período, compuso un largo lamento poético para cuando ella muriera, hecho que finalmente se consumó el día cuarto del mes cuarto del año 700.
- Datos: Q3275328